# 石榴班溪
石榴班溪，是位於台灣中部的河流，為虎尾溪之支流，流域面積57.07平方公里。發源於古坑鄉圳頭坑山區，由黃德坑溪、圳頭坑溪、石仔坑溪滙集於於新庄聚落附近，向西北流入斗六市後，先後納梅林溪、咬狗溪、牛埔仔溪，經縱貫線鐵路橋下後於石榴班聚落西邊與大埔溪滙流，始稱虎尾溪。
支流梅林溪上游建有湖山水庫。

## 歷史
石榴班溪原本獨流入海。在清乾隆、嘉慶年間的幾次水患裡，北方的濁水溪洪水往南漫流，堵住其中下游河道，而且「併入」了原本在南方的北港溪水系，從而成為其支流。

## 主要支流
以下由河口至源頭列出水系主要河川，其中粗體字為主流河道：
- 石榴班溪：雲林縣斗六市、古坑鄉
  - 牛埔仔溪：雲林縣斗六市
    - 楓樹湖南溪：雲林縣斗六市

  - 咬狗溪：雲林縣斗六市
  - 梅林溪：雲林縣斗六市、古坑鄉
    - 北勢坑溪：雲林縣斗六市
      - 土地公坑溪：雲林縣斗六市

    - 中坑溪：雲林縣斗六市
    - 坑尾崙溪：雲林縣斗六市
    - 南勢坑溪：雲林縣斗六市、古坑鄉

  - 石仔坑溪：雲林縣古坑鄉
  - 黃德坑溪：雲林縣古坑鄉
  - 圳頭坑溪：雲林縣古坑鄉